# Lance Henson
Lance Henson, né le 20 septembre 1944 à Washington, est un poète cheyenne. 
Il est né à Washington et a grandi près de Calumet, en Oklahoma, où ses grands-parents l'ont élevé dans les traditions du peuple cheyenne. Il a publié 28 volumes de poésie, qui ont été traduits en 25 langues. Il se définit avant tout comme « un poète cheyenne en train d'écrire ».

## Biographie
Lance Henson est né à Washington, DC, le 20 septembre 1944. D'origine Cheyenne et d'ascendance cajun,, il a grandi près de Calumet, dans l'Oklahoma, où il a été élevé par ses grands-parents, qui lui ont enseigné les traditions et la culture du peuple Cheyenne. Après des études littéraires et un passage par le corps des Marines, durant la guerre du Vietnam, il entame une carrière internationale d'universitaire, de poète et de dramaturge.

### Études
Après avoir obtenu son diplôme de l'école secondaire, il a servi dans le Corps des Marines des États-Unis durant la guerre du Viêt Nam,. Il est devenu plus tard un membre de la Cheyenne Dog Soldier Society, une organisation d'anciens combattants Cheyennes. Il a suivi les cours de l'Oklahoma College of Liberal Arts (devenue l'Université des sciences et arts de l'Oklahoma), où il a obtenu un baccalauréat ès arts en anglais. Une bourse de la Fondation Ford lui a ensuite permis d'entreprendre des études supérieures à l'université de Tulsa, où il a validé un Master ès Arts en création littéraire,.

### Carrière
Lance Henson a publié son premier ouvrage de poésie, Gardien des flèches, en 1971, lorsqu'il était encore étudiant à l'Oklahoma College of Liberal Arts. Il a fait partie du Conseil d'État des arts de l'Oklahoma. Il fut artiste en résidence du programme. Dans ce cadre, il a mené des ateliers de poésie dans tout l'État, pendant 10 ans. 
Il a ensuite voyagé autour du monde, pour donner des conférences et pour lire ses poèmes. Au cours de ses voyages à travers les États-Unis et l'Europe, il a été poète en résidence de plus de 800 écoles.
Lance Henson a représenté la nation cheyenne du Sud à la Conférence des peuples autochtones des Nations unies de Genève, en 1988. En 1993, il faisait partie d'une tournée de l'United States Information Agency. Dans ce cadre, il a enseigné à Singapour, en Thaïlande, en Nouvelle-Guinée et en Nouvelle-Zélande. Toujours en 1993, il fut poète en résidence à l'université du Nouveau-Mexique. En 1995, Il fut l'un des résidents de la Millay Colony for the Arts. En 2004, Lance Henson fut inscrit au Hall of Fame du panthéon de l'université des sciences et arts de l'Oklahoma.
Lance Henson vit à Bologne, en Italie, où ses œuvres sont très populaires,. Beaucoup de ses livres sont publiés dans les deux langues, italien et anglais. Il retourne en Oklahoma tous les mois de juin, afin de participer à la Danse du Soleil cheyenne.
En 2013, Lance Henson a créé un site officiel où il rend disponibles certaines de ses œuvres avant leur publication.
Il a publié 28 volumes de poésie qui ont été traduits en 25 langues.

## Œuvre théâtrale
Il a écrit deux pièces de théâtre.
- L'Hiver de l'homme a été joué à La MaMa Experimental Theatre Club.
- La Route de coyote a été jouée au Mad River Theater in West Liberty, dans l'Ohio, mais également au Théâtre Montansier de Versailles, en France, en 2001.

## Style et influences
Les poèmes de Lance Henson puisent dans le patrimoine cheyenne, en incorporant les mots de la langue cheyenne, mais également en introduisant des commentaires philosophiques, sociaux et politiques,,. Il écrit dans un style minimaliste sans se soucier des majuscules, de la ponctuation, du rythme, de la métrique ou des rimes. Norma Wilson note que ce style est similaire au style des chants traditionnels Cheyennes. L'Imagerie de la nature et des saisons occupe une place importante chez Lance Henson. Il évoque également le statut des peuples autochtones, l'historique de leur oppression, et les menaces modernes sur leurs cultures,. 
Son travail est influencé par Walt Whitman, N. Scott Momaday, Carl Jung, Herman Melville, Nathaniel Hawthorne, et Mark Twain,. Robert Berner note également des références à des haïku, Li Po, et Tu Fu, dans ses œuvres.